# Шамратово
Шамра́тово (рос. Шамратово, башк. Шамрат) — присілок у складі Караідельського району Башкортостану, Росія. Входить до складу Новобердяської сільської ради.
Населення — 283 особи (2010; 285 у 2002).
Національний склад:
- башкири — 98 %